# Mersenhovenkapel
De Mersenhovenkapel is een veldkapel die zich bevindt aan de Bredeweg in het gehucht Mersenhoven.
De kapel bevindt zich op de splitsing met de Kleineweg. Reeds enkele eeuwen moet hier een kapel hebben gestaan, welke echter in de Franse tijd werd verwoest. De kapel werd vermoedelijk onderhouden door de bewoners van de Mersenhovenhoeve. In 1818 werd dan door Jan Coenen, boer op deze hoeve, een nieuwe kapel opgericht, gewijd aan Onze-Lieve-Vrouw. Hierbij werd dezelfde baksteensoort gebruikt als die van de boerderij.
De kapel was vroeger witgekalkt, werd in 1979 gerestaureerd. Daarbij werd de pleisterlaag verwijderd zodat de bakstenen weer te zien waren. Het rechthoekige gebouwtje onder zadeldak heeft een ingangspoort met hardstenen omlijsting en een dakruitertje.
De vloer van de kapel bevat nog de 18e-eeuwse glazuurtegeltjes uit de vloer van de voormalige kapel. In de kapel is een neobarokaltaar. De kunsthistorisch belangrijke beelden van Sint-Job, Sint-Hubertus en Sint-Amandus werden overgebracht naar de pastorie van Kortessem. Minder belangrijke beelden werden in 1991 ontvreemd.
Achter de kapel bevindt zich een hardstenen wegkruis met daarin de naam: Aert Moemwels aangebracht. Nadat dit kruis omstreeks 1970 werd aangereden, is het hersteld.